# Spit It Out
«Spit It Out» (Виплюнь це) — перший сингл Slipknot з альбому Slipknot.

## Відео
До пісні 1999 року було відзнято перший кліп. Це було відео з концерту Slipknot, яке поєднувалося з кадрами жахів.

## Трек-лист
CD сингл 2000 року
1. «Spit it Out» — 2:41
2. «Surfacing (Live @ Ozzfest 1999)» — 3:46
3. «Wait and Bleed (Live @ Ozzfest 1999)» — 2:45

+ «Spit it Out (відеокліп)» — 3:08
7" сингл 2000 року
1. «Spit it Out» — 2:41
2. «Surfacing (Live @ Ozzfest 1999)» — 3:46

Американське промо-CD 1999 року
1. «Spit it Out (Edit)» — 2:41
2. «Call Out Hook» — 0:12

Європейське промо-CD 1999 року
1. «Spit it Out» — 2:41

+ «Spit it Out (відеокліп)» — 3:08

## Інтерпретація
Ця пісня була адресована радіостанції, яка не збиралася ставити пісні Slipknot у ефір, і коли вони вже стали відомими ця станція почала грати на радіо мало не щогодини.

Це про те як одна місцева радіостанція (Lazer FM) в нашому рідному місті, яка завжди відмовлялася ставити наші треки, почала ставити їх мало не кожен день коли ми стали відомими.
«Шон Креєн»